# Ітікай

36°32′36″ пн. ш. 140°6′8″ сх. д. / 36.54333° пн. ш. 140.10222° сх. д.
Ітіка́й (яп. 市貝町, いちかいまち, МФА: [it͡ɕi̥kai̯ mat͡ɕi̥]) — містечко в Японії, в повіті Хаґа префектури Тотіґі. Станом на 1 жовтня 2008 площа містечка становила 64,24 км². Станом на 1 січня 2009 населення містечка становило 12 332 осіб.